# Максим Тирский
Максим Тирский (др.-греч. Μάξιμος Τύριος; II век) — греческий ритор и философ-платоник.
Родился в городе Тире или его жизнь была связана с этим городом. Жил во времена Антонина и Коммода, выступал с речами в Риме. Его сочинения содержат множество аллюзий на историю Греции, из чего следует, что он, преимущественно, находился в Греции и, вероятно, был преподавателем в Афинах. Номинально относится к платоникам, фактически эклектик, один из предшественников неоплатонизма.
Сохранилось его сорок одно эссе или рассуждение на теологические, этические и другие философские темы.

## Сочинения
- Греческий текст с латинским переводом (издание 1703 года)
- Английский перевод Т. Тейлора (The Dissertations of Maximus Tyrius, C. Wittingham, 1804: (онлайн).
- M. B. Trapp (ed. and trans.), Maximus of Tyre. The Philosophical Orations. Oxford: Clarendon Press, 1997. Pp. xcviii, 359. ISBN 0-19-814989-1. (рецензия)
- Французский перевод 1802 года, том 1 онлайн

Русские переводы:
- II. Следует ли почитать кумиры? / Пер. С. Поляковой. // // Поздняя греческая проза. / Сост. С. Поляковой. М.: ГИХЛ. 1961. С. 305—310.
- V. О том, следует ли молиться. / Пер. И. Ковалевой. // Античность в контексте современности. М., 1990. С. 196—204. онлайн
- XXXVI. Предпочитать ли кинический образ жизни? / Пер. Ю. Шульца. // Поздняя греческая проза. / Сост. С. Поляковой. М.: ГИХЛ. 1961. С. 310—318; Антология кинизма. М.: Наука, 1996. С. 296—302.